# Marek Svoboda
Marek Svoboda (14. prosince 1975 Zlín) je český lékař, specializací onkolog a lékařský genetik, profesor Masarykovy univerzity v Brně a od roku 2019 ředitel Masarykova onkologického ústavu. Časopis Forbes jej zařadil mezi 50 nejlepších lékařů Česka. Jako první český zástupce byl vybrán do evropského expertního výboru „Mise rakovina.“

## Život a profesní kariéra
Do svých šesti let vyrůstal v Tichově a většinu dětství a mládí prožil ve Slavičíně. Po absolvování Gymnázia ve Valašských Kloboukách byl v roce 1994 přijat na obor všeobecného lékařství Lékařské fakulty Masarykovy univerzity v Brně. Již v průběhu studia si oblíbil obor onkologie a docházel do Masarykova onkologického ústavu. Byl rovněž velmi aktivním členem Spolku mediků LF MU a v letech 1998 až 1999 i jeho prezidentem. Ve Spolku mediků založil časopis MEDIK on-line, který do 15. prosince 1997 vedl. Dále spoluorganizoval studentské vědecké konference a tzv. MEDIKFÓRA, která se zabývala aktuálními problémy studentů, například uplatněním absolventů lékařských fakult v praxi. Diskuze se tehdy osobně zúčastnili i resortní ministři české vlády Vladimír Špidla a Ivan David. Za svou činnost byl jako první student v polistopadové historii fakulty oceněn „Cenou děkana LF MU,“ kterou obdržel od děkana Jiřího Vorlíčka v roce 2000.
Po dokončení studií všeobecného lékařství, nastoupil v březnu 2001 na Dana-Farber Cancer Institute / Harvard Medical School v USA do laboratoře profesora Arnolda S. Freedmana. V laboratoři navázal na svoji předchozí několika měsíční studentskou stáž v roce 2000. Svůj americký pobyt mohl realizovat díky podpoře od Nadace Jana Pivečky a Nadace Vize 97.
Po návratu do Česka pracoval v letech 2002 až 2004 jako lékař ve Fakultní nemocnici Brno na Interní hemato-onkologické klinice. Od roku 2004 působí v Masarykově onkologickém ústavu v Brně (MOÚ) a pedagogicky a vědecky na Masarykově univerzitě, kde v roce 2008 obhájil titul Ph.D. V roce 2014 se úspěšně habilitoval a v roce 2018 byl jmenován profesorem v oboru onkologie. Pro klinickou praxi je držitelem dvou lékařských specializací, a to v oboru klinická onkologie a lékařská genetika.
V Masarykově onkologickém ústavu ke své práci onkologa na Klinice komplexní onkologické péče přidal od roku 2010 práci lékařského genetika na Oddělení epidemiologie a genetiky nádorů. V letech 2010 až 2019, za vedení ústavu profesorem Jiřím Vorlíčkem (2008–2014) a následně profesorem Janem Žaloudíkem (2014–2019), zastával pozici náměstka pro vědu, výzkum a vzdělávání a v jeho gesci byla i příprava ústavu na mezinárodní akreditace. V červenci 2019 byl jmenován ředitelem Masarykova onkologického ústavu. V rozvoji instituce navázal na předchozí ředitele, s prosazováním sdílení standardů Organizace evropských onkologických ústavů (OECI), koncepcí péče orientované na potřeby onkologického pacienta, na jejímž vzniku se v rámci mezinárodního projektu INTENT podílel, a v neposlední řadě onkologickou prevenci. 
Ve své klinické praxi se specializuje zejména na nádory prsu, tlustého střeva a konečníku, na onkologickou genetiku a prevenci. Aktivní je i v onkologickém výzkumu. Jako řešitel a spoluřešitel se podílel na 18 výzkumných projektech českých grantových agentur a dvou mezinárodních projektů. Publikoval více než 130 prací, většinu v časopisech s impakt faktorem. Celkový citační ohlas prací čítá 4 502 citací (Hirschův index 37). K srpnu 2023 se stal autorem nebo spoluautorem 27 kapitol ve 14 odborných monografiích, z nichž několik bylo vydáno v zahraničí. 
Vědecká práce, na které se podílel, byla třikrát oceněna Cenou ministra zdravotnictví za zdravotnický výzkum a vývoj (v letech 2014, 2016 a 2019). Od roku 2015 byl opakovaně zvolen za člena výboru České onkologické společnosti ČLS JEP a od roku 2016 je i členem Výboru pro designaci a akreditaci Organizace evropských onkologických ústavů (OECI). Od roku 2019 je rovněž členem Vědecké rady Lékařské fakulty Masarykovy univerzity a v roce 2021 byl zvolen i do jejího akademického senátu. Od roku 2021 je členem Národní rady pro implementaci Národního onkologického programu ČR, která pracuje při Ministerstvu zdravotnictví ČR. 
Aktivně se podílel na přípravě a realizaci evropských aktivit v boji proti rakovině, které byly součástí francouzského a následujícího českého předsednictví Radě EU Byl zapojen do tvorby politické deklarace a akčních plánů na podporu boje proti rakovině, vystoupil na mezinárodních expertních konferencích v Paříži a v Brně. Pod záštitou českého předsednictví zorganizoval odborné sympózium na Brněnských onkologických dnech, zaměřené na péči orientovanou na potřeby pacienta a péči o pacienty po ukončení kurativní onkologické léčby. Rovněž se angažuje v aktivitách na podporu ochrany sociálních a hospodářských práv onkologických pacientů na národní úrovni.
V roce 2022 byl jako vůbec první zástupce ČR vybrán do expertního výboru EU „Mise rakovina“ (Mission on Cancer). V roce 2022 rovněž získal ocenění „Manažer roku“ v oblasti nezisková sféra a časopis Forbes jej zařadil mezi 50 nejlepších lékařů Česka.

## Vybraná ocenění
- Cena Děkana Lékařské fakulty Masarykovy univerzity (2000)
- Cena České onkologické společnosti ČLS JEP za nejlepší páci in extenso (2010)
- Cena časopisu Klinická onkologie za nejlepší původní práci (2012 a 2013)
- Cena ministra zdravotnictví za zdravotnický výzkum a vývoj (2014, 2016, 2019)
- Cena „Manažer roku“ v oblasti nezisková sféra (2022)
- Medaile Za zásluhy 1. stupně, udělil prezident Petr Pavel v roce 2023